# Indisk bulbyl
Indisk bulbyl (Pycnonotus luteolus) är en asiatisk fågel i familjen bulbyler som endast förekommer i Indien och Sri Lanka.

## Kännetecken

### Utseende
Indisk bulbyl är en 20 cm lång, kraftig och smutsfärgad olivbrun bulbyl med rätt kort och något nedåtböjd näbb. I ansiktet syns ett vitt i ögonbrynsstrecket och i en vit halvmåne under ögat samt mörkt ögon- och mustaschstreck.

### Läte
Indisk bulbyl är en högljudd fågel med en kort, explosiv sång. Bland lätena hörs ett hårt "churr".

## Utbredning och systematik
Indisk bulbyl delas in i två underarter med följande utbredning:
- Pycnonotus luteolus luteolus – förekommer i torra buskmarker i kustområden på södra indiska halvön Indien
- Pycnonotus luteolus insulae – förekommer på låglandet i Sri Lanka

## Levnadssätt
Indisk bulbyl hittas i täta buskage, skogsbryn och trädgårdar. Den är rätt tillbakadragen och håller sig undan i växtligheten, i par eller smågrupper. Tidiga morgnar kan den dock ses sjunga från mer exponerade platser. Fågeln lever av ryggradslösa djur, nektar och frukt. Boet placeras i en buske.

## Status och hot
Arten har ett stort utbredningsområde och en stor population med stabil utveckling och tros inte vara utsatt för något substantiellt hot. Utifrån dessa kriterier kategoriserar internationella naturvårdsunionen IUCN arten som livskraftig (LC). Världspopulationen har inte uppskattats men den beskrivs som mycket vanlig.

## Bilder

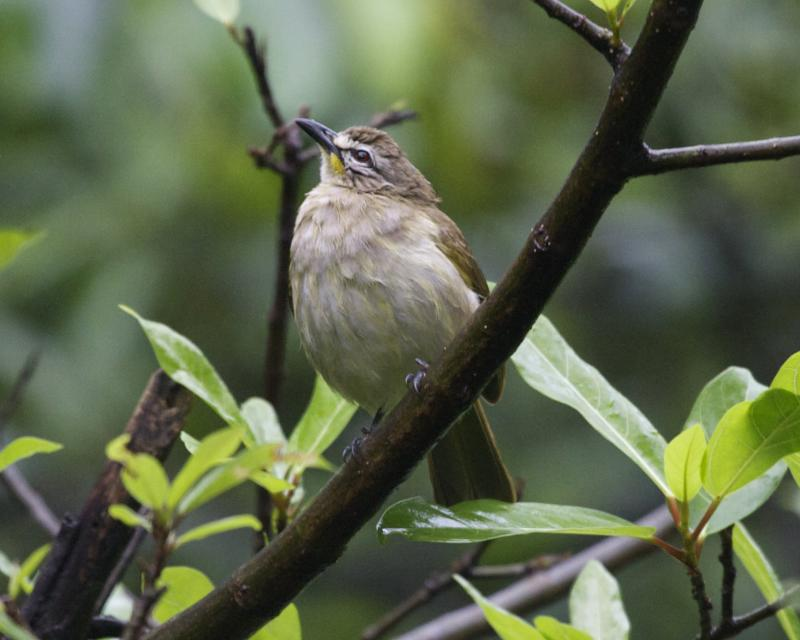
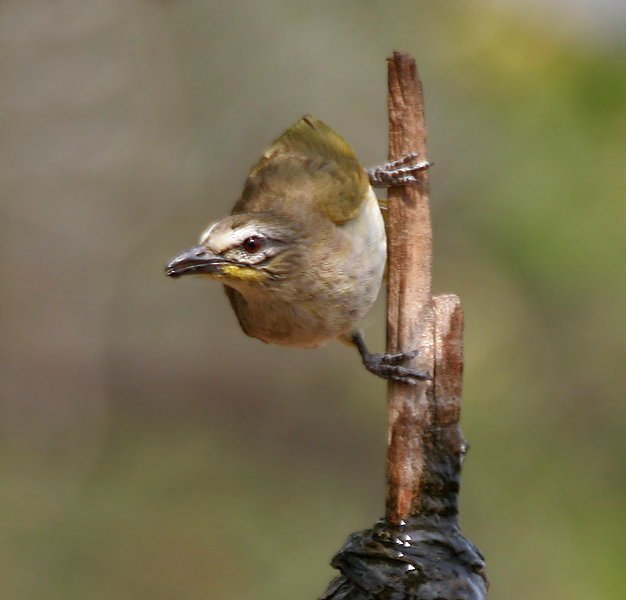
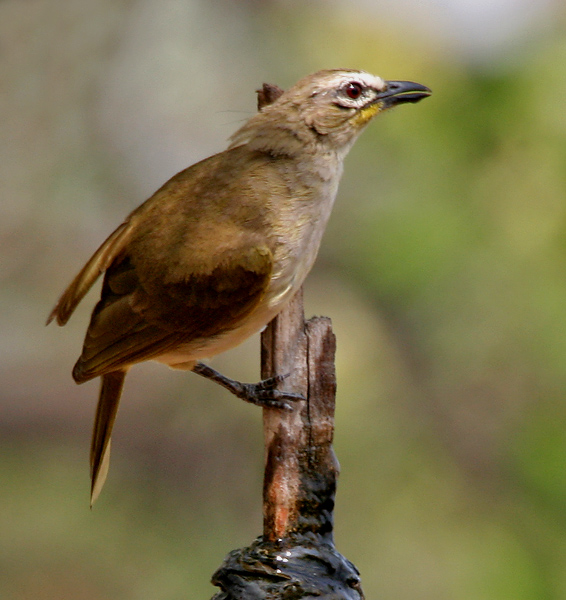